# Джоан Франка
Джоа́н Фра́нка (нід. Joan Franka, при народженні А́йтен Ка́лан (нід. Ayten Kalan), нар. 2 квітня 1990 року, Роттердам, Нідерланди) — нідерландська співачка й авторка пісень, представниця Нідерландів на пісенному конкурсі Євробачення 2012 в Баку.

## Біографія
Айтен Калан народилася вона 1990 року в Роттердамі, у сім'ї турка та нідерландки. Музичну кар'єру початку 2010 року, взявши участь в музичному конкурсі «The Voice of Holland», саме це і дало першу популярність співачці.
26 лютого 2012 року виграла національний відбір для пісенного конкурсу Євробачення 2012. На ньому вона виконала пісню «You and Me». За результатами другого півфіналу, який відбувся 24 травня, композиція не пройшла до фіналу.